# Tikki Goldberg
Tikki Goldberg (* August 1943) ist eine US-amerikanische Filmproduzentin und Produktionsmanagerin, die 1996 für einen Oscar nominiert war.

## Berufliches
Über Goldbergs Werdegang vor ihrer Arbeit beim Film ist nichts bekannt. Ihre erste bekannte Filmarbeit leistete sie als Schnittassistentin für den Filmthriller Honeymoon Killers von 1970. Der Film, dem bei seinem Erscheinen kein Erfolg beschieden war, galt in späteren Jahren als eine Art Kultfilm. Auch für den Low-Budget-Horrorfilm Angriff der Riesenspinne von 1975 war Goldberg wiederum als Schnittassistentin tätig. In dem Trashfilm greift ein riesenhaftes Monster die Einwohner einer kleinen Stadt an. Für das mehrfach ausgezeichnete Filmdrama In der Glut des Südens von 1978, das auch unter dem Alternativtitel Tage des Himmels lief, assistierte Goldberg wiederum dem Editor des Films, Billy Weber. Erzählt wird die Geschichte zweier Männer, die dieselbe Frau lieben.
Für die amerikanische Fernsehserie Miami Vice, die auch in Deutschland populär war, arbeitete Goldberg 1984 bei vierzehn Folgen als Produktionsmanagerin, ebenso wie 1991 bei der Fernsehserie American Playhouse, und zwar bei der Folge Triple Play II. Innerhalb dieses Zeitraums war sie 1987 zudem als Produzentin an dem mit einem Oscar ausgezeichneten Kurzfilm Ray’s Male Heterosexual Dance Hall beteiligt. Für den 1996 erschienenen Kurzfilm Little Surprises war Goldberg gemeinsam mit Jeff Goldblum selbst für einen Oscar nominiert. Der Film erzählt von einer Familie, deren Probleme vielfältig sind. Der Oscar ging jedoch an Christine Lahti und Jana Sue Memel und die etwas andere Liebesgeschichte Lieberman in Love.
Der 2001 erschienene Film Random – Nichts ist wie es scheint umfasst drei Episoden mit feministischen Kurzfilmen. Goldberg produzierte dessen erstes Segment Happy Birthday, der vom Versuch einer aufgeweckten Schülerin handelt, die gesellschaftliche Schranken in einer orwellschen Horrorzukunft einreißen möchte. Der 2007 veröffentlichte Kurzfilm The Red Chalk wurde ebenfalls von Goldberg produziert. Darin findet ein Mann ein Stück magische Kreide. Sobald er damit etwas malt, wird es lebendig. Als er sich eine, wie er glaubt, perfekte Frau zeichnet, stellt sich jedoch heraus, dass sie seine Erwartungen nicht erfüllen kann.

## Filmografie (Auswahl)
– Produzentin (wenn nicht anders angegeben) –
- 1970: Honeymoon Killers (The Honeymoon Killers; Schnittassistentin)
- 1973: An American Family (Fernsehserie, 12 Folgen; Schnittassistentin)
- 1975: Angriff der Riesenspinne (The Giant Spider Invasion; Schnittassistentin)
- 1975: Verrückte Mama (Crazy Mama; Drehbuchaufsicht)
- 1976: Mach ein Kreuz und fahr zur Hölle (Fighting Mad; Produktionskoordinatorin)
- 1976: Rasende Gewalt (Moving Violation; Stunt-Produktionsassistentin)
- 1978: American Boy: A Profile of – Steven Prince (Dokumentation; Produktionsmanagerin)
- 1978: In der Glut des Südens (Days of Heaven; Schnittassistentin)
- 1978: Coach (Regieassistenz und als Darstellerin)
- 1980: Todesschrei am Telefon (Don’t Answer the Phone!; Produktionsmanagerin)
- 1980: Fade to Black – Die schönen Morde des Eric Binford (Fade to Black; Produktionsmanagerin)
- 1984: Miami Vice (Fernsehserie, 14 Folgen; Produktionsmanagerin)
- 1987: Ray’s Male Heterosexual Dance Hall (Kurzfilm)
- 1987: Nachtakademie (The Underachievers)
- 1988: The Price of Life (Kurzfilm; Produktionsmanagerin)
- 1988: The Jogger (Kurzfilm; Produktionsmanagerin)
- 1988: Wildfire (Produktionsberater)
- 1989: Limit Up – Zum Teufel mit den Kohlen (Limit Up)
- 1991: American Playhouse (Fernsehserie, Folge Triple Play II; auch Produktionsmanagerin)
- 1991: Walking the Dog (Kurzfilm)
- 1991: Sommerparadies (Paradise; Produktionsmanagerin)
- 1992: Air Time (Fernsehfilm)
- 1992: California Dream (Produktionsmanagerin)
- 1993: Shining Blood
- 1993: Painted Desert
- 1993: Unter Freunden (Talente-Entdecker)
- 1993–1996: Foxy Fantasies (Fernsehserie, 6 Folgen; Produktionsmanagerin)
- 1996: Little Surprises (Kurzfilm)
- 2000: Whatever (Fernsehserie)
- 2001: Random – Nichts ist wie es scheint (On the Edge, Fernsehfilm, Segment Happy Birthday, Line Producer)
- 2001: Reaching Normal
- 2001: Happy Birthday (Kurzfilm)
- 2007: The Red Chalk (Kurzfilm)

## Auszeichnung
Academy Awards, USA 1996
- Oscarnominierung zusammen mit Jeff Goldblum für und mit dem Film Little Surprises in der Kategorie „Bester Kurzfilm“